# Heiliggeistkirche (Bern)

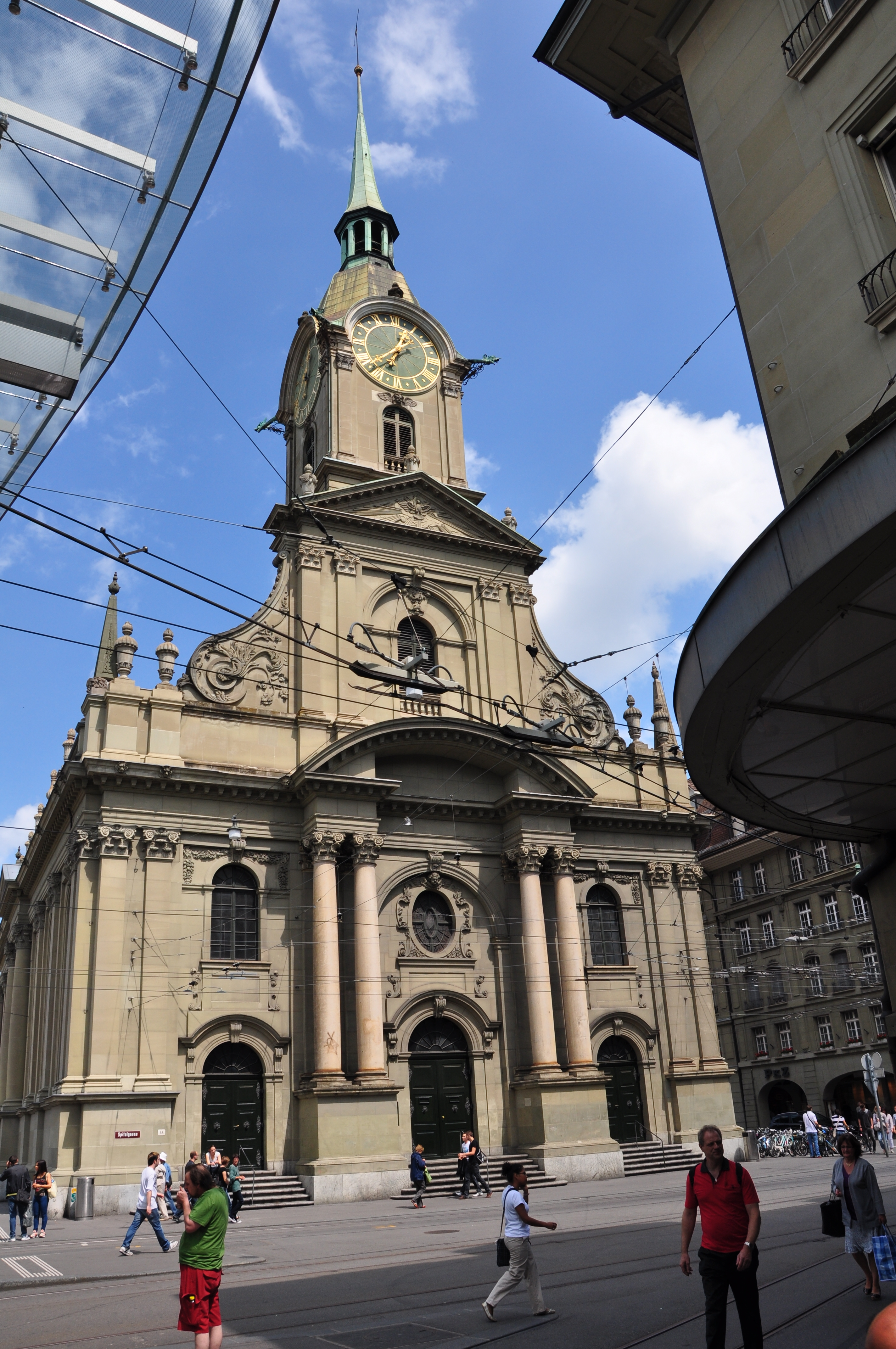
Heiliggeistkirche, Bern

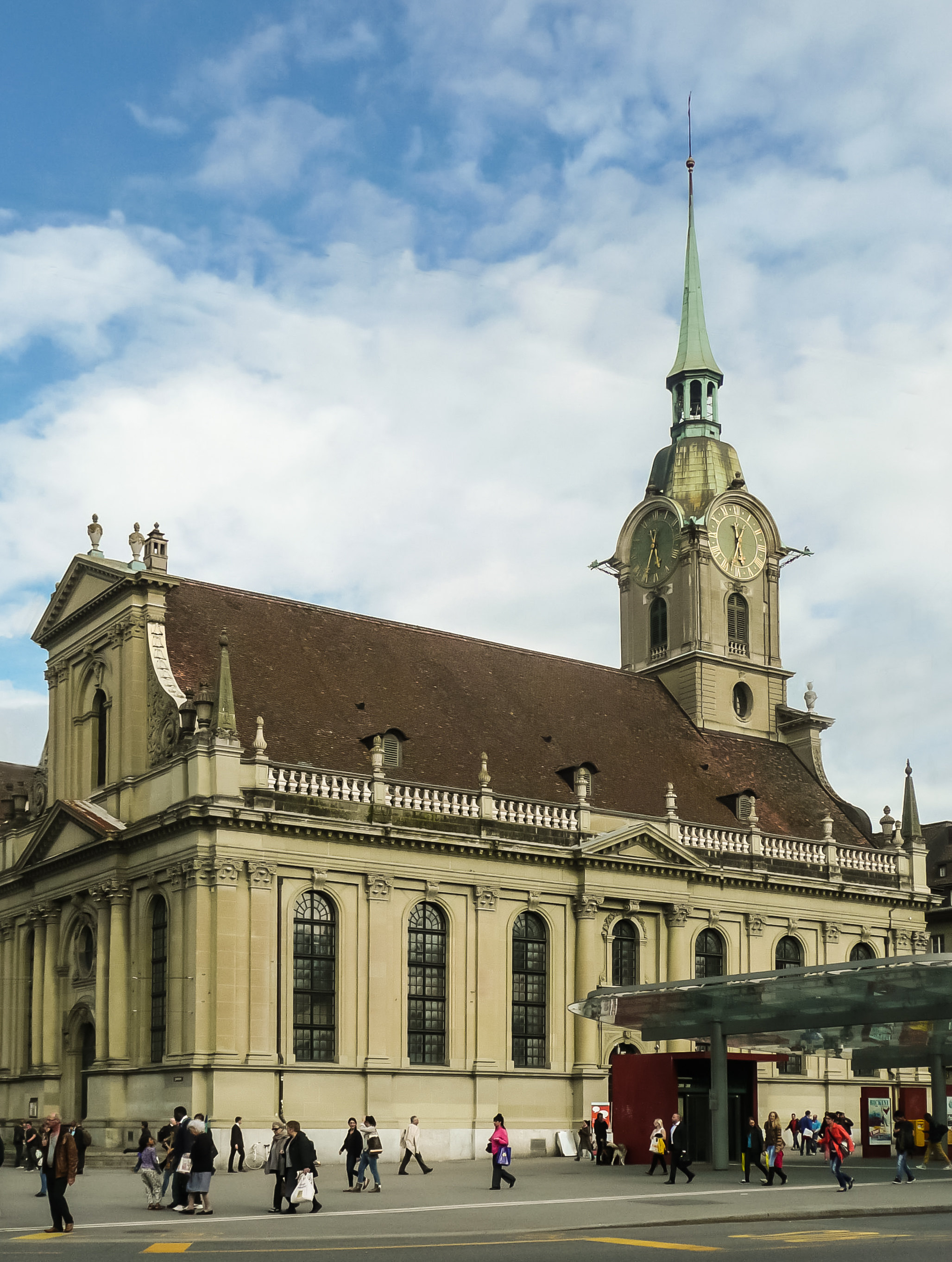
Heiliggeistkirche, Bern vom Bahnhof (Nordwest) aus gesehen

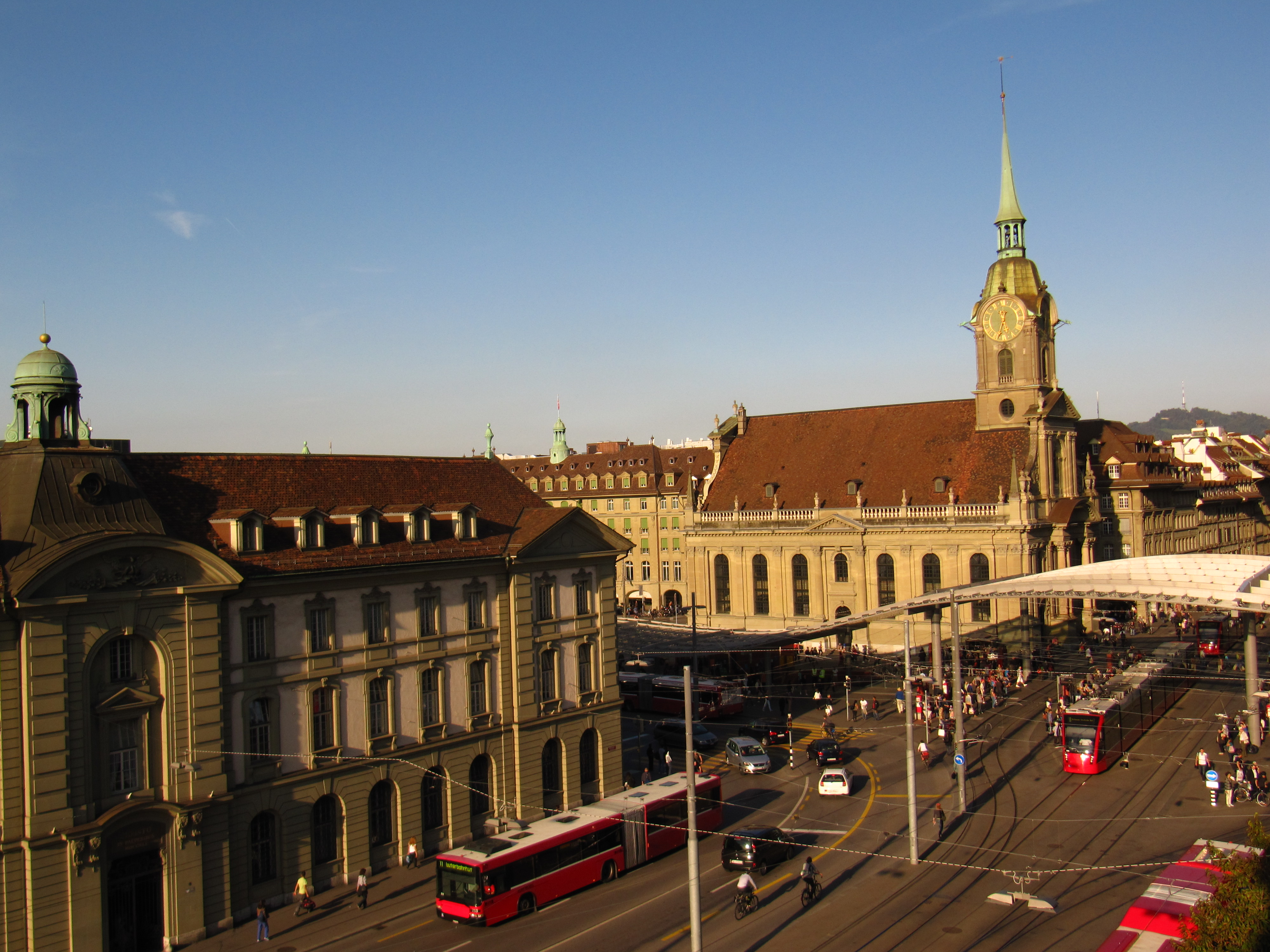
Sicht von Westen (Bubenbergplatz)

Die evangelisch-reformierte Heiliggeistkirche ist eines der Wahrzeichen der Stadt Bern. Ihren Namen hat sie vom Orden des Heiligen Geistes. Neben den Gottesdiensten wird sie heute auch noch als Raum für das BarockZentrum Heiliggeistkirche Bern, Ausstellungen, Konzerte, Gespräche und andere Anlässe benutzt. Gegenüber dem Loebegge an der Spitalgasse 44 bildet sie einen der architektonischen Blickpunkte des Bahnhofplatzes. Bis 1865 befand sich westlich der Kirche der Christoffelturm. 1860 wurde der erste richtige Bahnhof der Stadt Bern hinter dieser Kirche gebaut.

## Vorgänger-Kirchen
Angehörige des Heiliggeistordens begannen am derzeitigen Standort – damals noch 150 Meter ausserhalb des Westtores der Zähringerstadt – mit dem Bau eines kleinen Spitals mit einer erstmals 1228 erwähnten Spitalkapelle des Hospitals zum Heiligen Geist. Die Kapelle wurde 1496 durch eine neu gebaute Kirche ersetzt. Nach dem ab Mitte des 15. Jahrhunderts einsetzenden, allmählichen Niedergang des Heiliggeist-Konvents wurden 1528, nach der Annahme der Reformation, die letzten zwei Mitglieder abgefunden und aus Bern weggeschickt. Die langsam zerfallene spätmittelalterliche Kirche wurde zuerst als Kornmagazin, ab 1604 teilweise wieder für Gottesdienste benutzt. Bis zum Abbruch 1726 wurde diese nun reformierte Kirche mehrfach bis auf 750 Sitzplätze erweitert.

## Entstehung der heutigen Kirche
1725 entschloss sich der Rat zum Bau einer neuen Kirche. Nach mehrfach veränderten Projekten Albrecht Stürlers wurde diese vom Stadtwerkmeister Niklaus Schiltknecht (1687–1735) in den Jahren 1726 bis 1729 erbaut und im November eingeweiht.
Sie ist allseits freistehend und gilt als eine der prachtvollsten reformierten Barockkirchen der Schweiz. Es ist unklar, ob Schiltknecht der alleinige Architekt der Kirche war, denn es ist nur seine Stellung als Werkmeister schriftlich erhalten. Gebaut wurde die Stürlersche Idee der Hallenkirche mit der Fassadengestaltung gegen die Gasse, hingegen ist auch bezeugt, dass der Einbau der Emporen, die Gestaltung der Nordfassade und die Umänderung des Daches von einem gekröpften First zu einem einfachen Satteldach allein auf Schiltknecht zurückgehen. Der endgültige Bau entspricht keinem der eingereichten Projektpläne, jedoch finden sich einige Details aus den verschiedenen Projektplänen in den Bauplänen wieder. Es war zu dieser Zeit üblich, die Planung nicht nur einer Person zu übertragen, sondern einer Bauherrschaft.

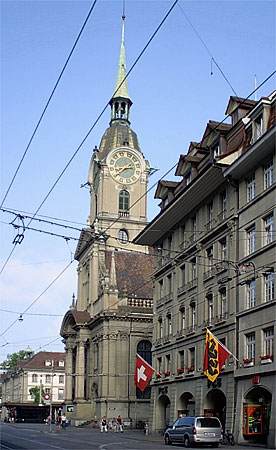
Sicht von Osten (Spitalgasse)
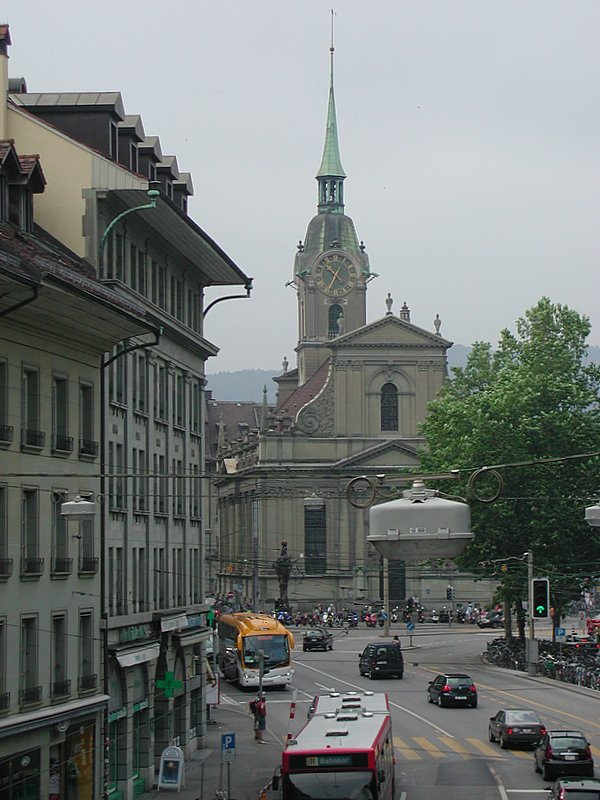
Sicht von Norden
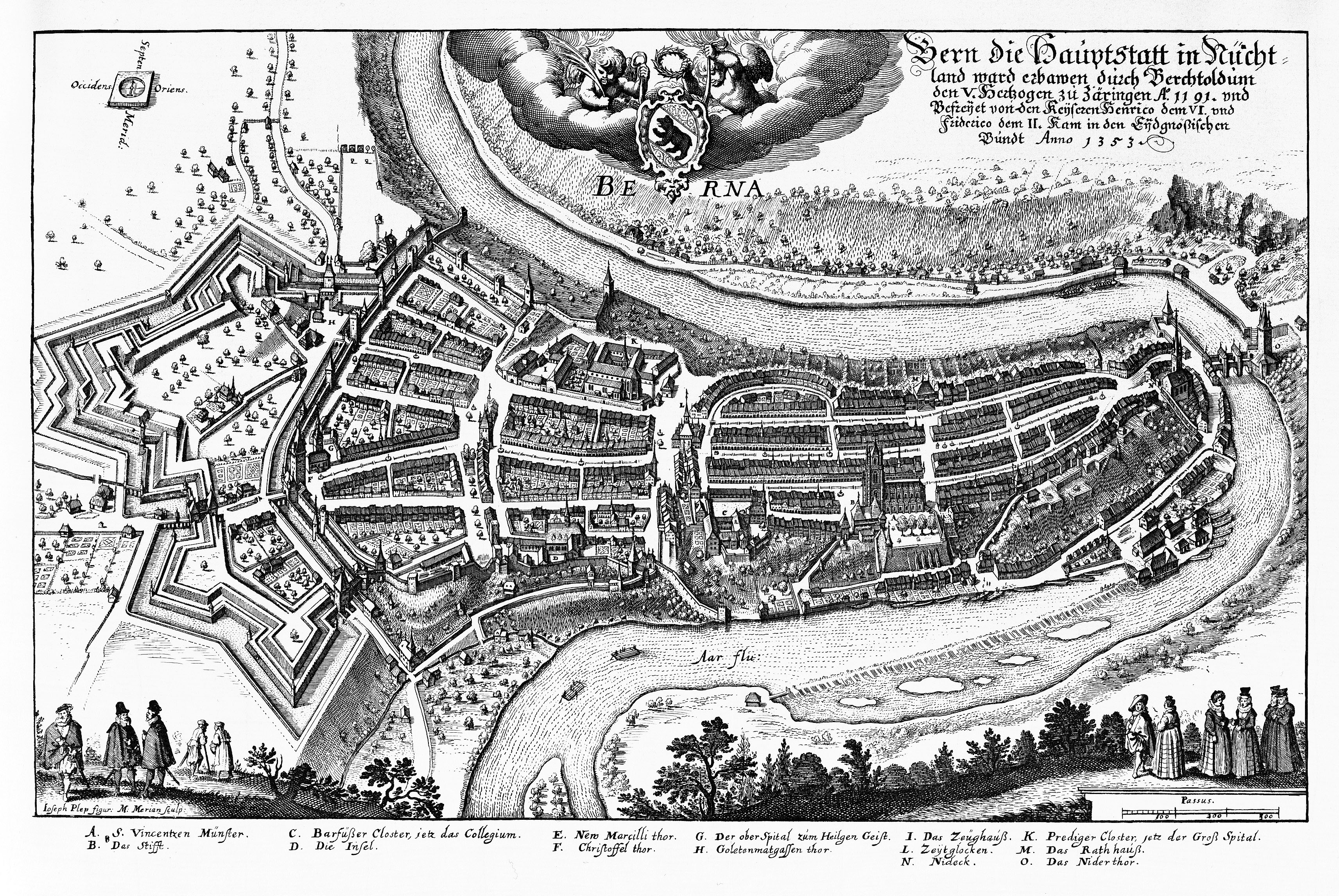
Bern um 1638; G: Heutiger Standort der Kirche
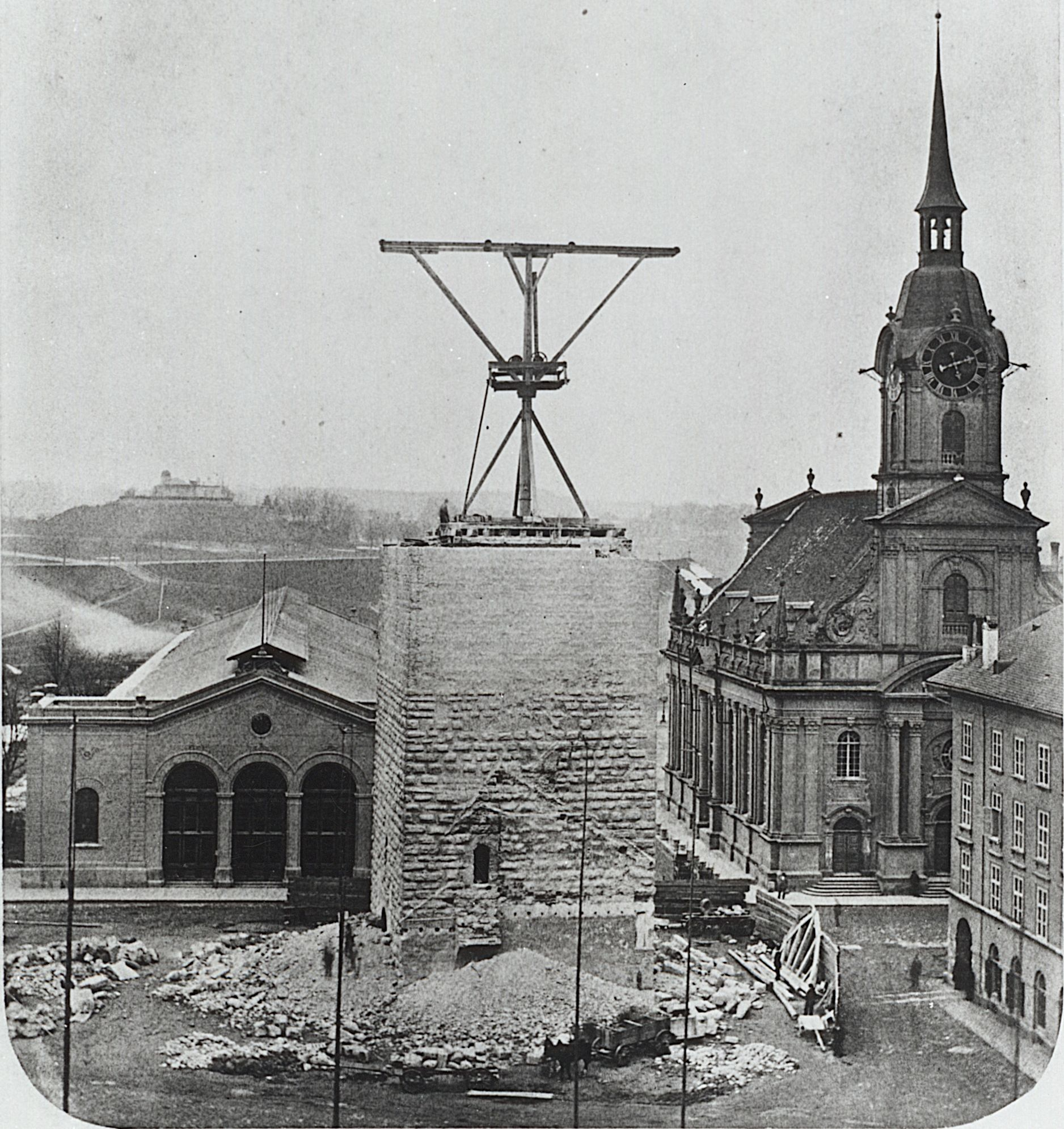
Die Heiliggeistkirche 1865 während des Abbruchs des Christoffelturms

### Gegenwärtige Nutzung
Die Heiliggeistkirche dient ausser ihrem ursprünglichen Zweck als Gemeindekirche auch den Passanten am Bahnhofsplatz als Offene Kirche, mit Gesprächsangeboten, Café und Konzerten.

## Beschreibung

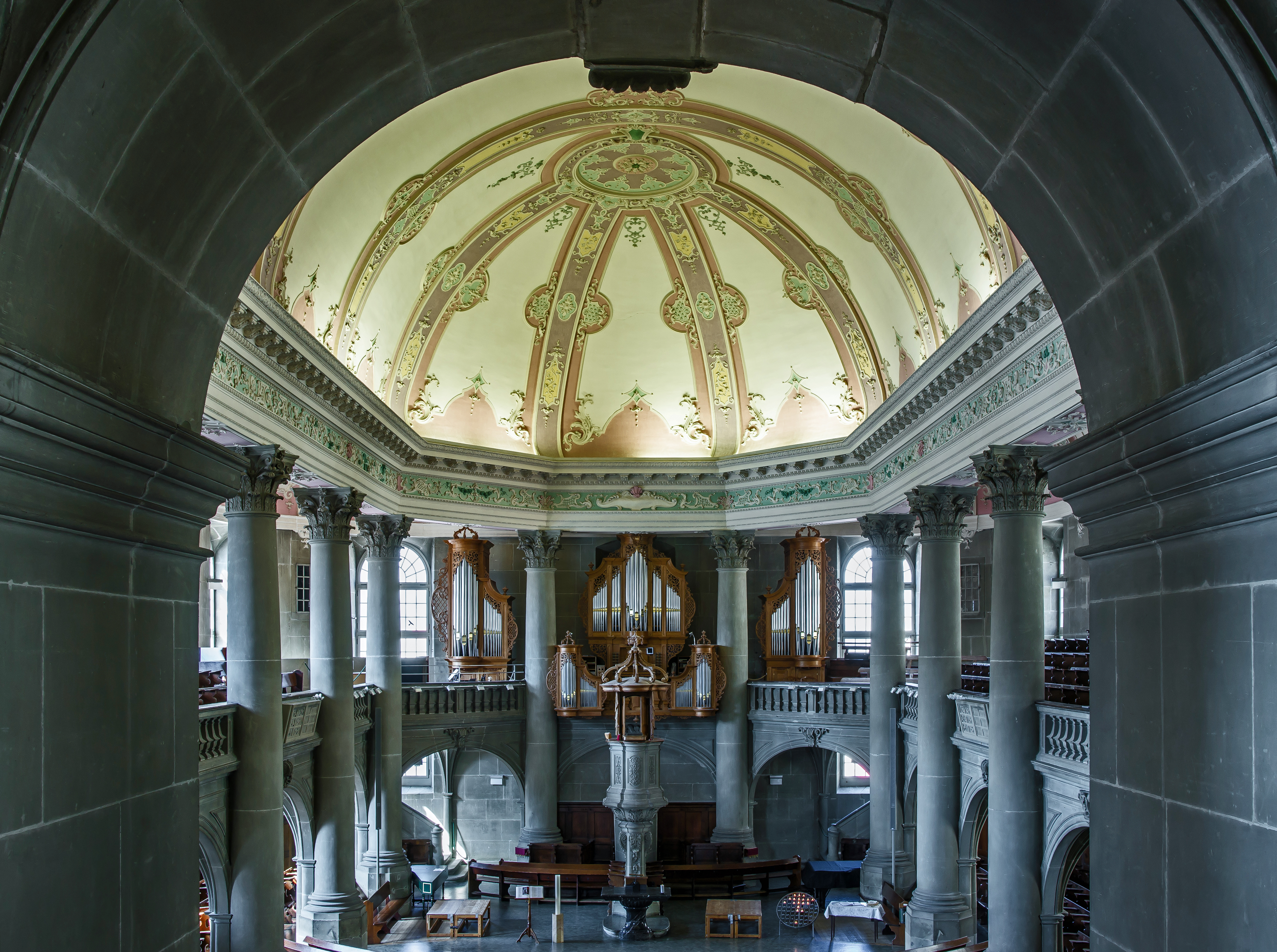
Blick durch den Kirchenraum

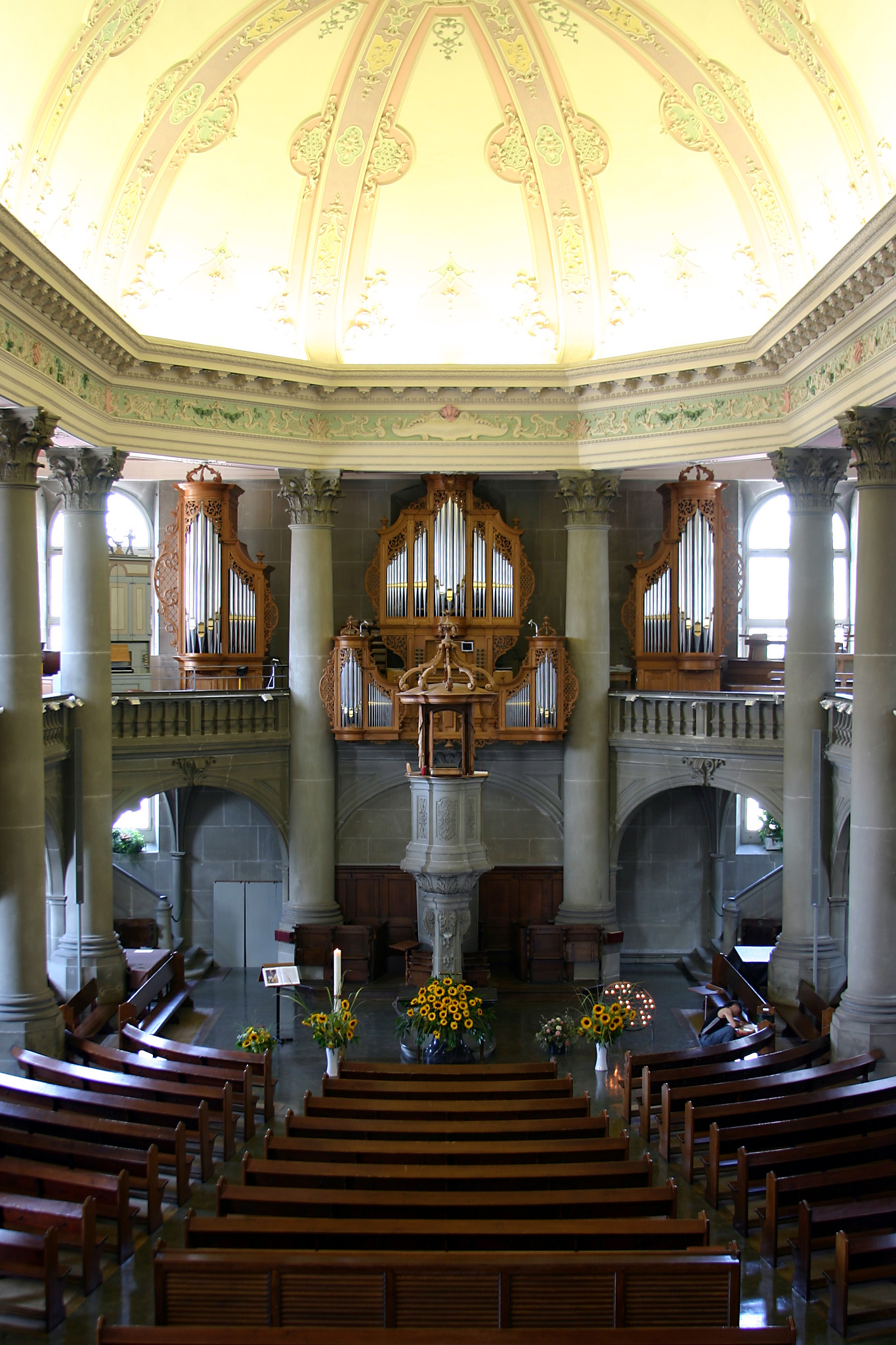
Innenansicht auf Kanzel

### Architektur, Außenraum
Entsprechend zum Rechteckplan hat die Aussenansicht die Geschlossenheit und Strenge vorbarocker Kirchen Roms oder der hugenottischen Kirchen („Temples“) aus der ersten Hälfte des 17. Jahrhunderts. Der elegante Kirchturm durchstösst hinter der selbständigen Front das Satteldach. Auf dem kurzen, sichtbaren Teil des Schaftes mit vier Zifferblättern sitzen eine Welsche Haube und ein Glockentürmchen, gedeckt mit schlankem Spitzhelm. Schlanke Rundbogen-Hochfenster sind wirkungsvoll angeordnet. Das reich profilierte Kranzgesims ist bekrönt mit vasenbesetzter Balustrade und zierlichen Obelisken an den Eckpunkten.
Vor der zweigeschossigen Pilasterordnung an der Hauptfassade steht eine starke Portal-Ädikula aus zwei Säulenpaaren. Darüber thront ein kräftiger Segmentgiebel und ein Obergeschoss mit flankierenden Voluten, Tympanon und Heiliggeisttaube.

### Innenraum
Es wurde ein reiner Predigtsaal ohne Chorpartie angestrebt. Das nordsüdlich ausgerichtete rechteckige Innere ist charakterisiert durch 14 monolithische, in einem Oktogon angeordneten, korinthischen Säulen aus Sandstein und eine hochaufgerichtete freistehende Steinkanzel aus der Zeit des Berner Barock im Nordteil des Mittelschiffes. Das von freistehenden Säulenpaaren gerahmte und von Nebenportalen flankierte Mittelportal führt in die Turmhalle. Mächtige Säulen scheiden im Inneren den mit Emporen versehenen Umgang vom Raumkern. Die Stucktonne und der oktogonale Säulenschluss der Schmalseiten formen einen zentrumsbetonten Raum. Die Régence-Stuckatur der gesamten Deckenzone über dem Schiff und den Emporen, von Joseph Anton Feuchtmayer ausgeführt, ist das Hauptwerk dieser Art in Bern.

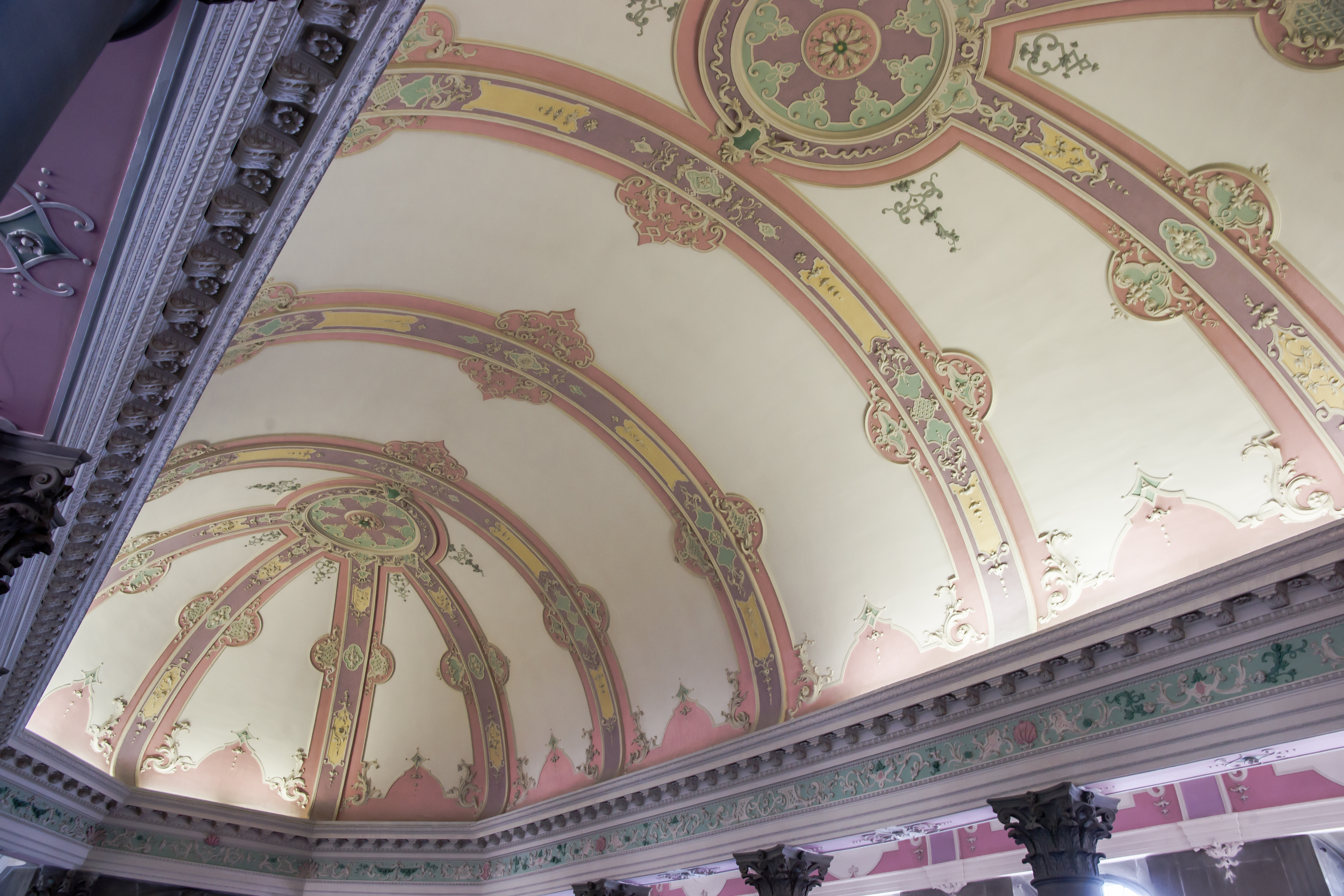
Tonnengewölbe.
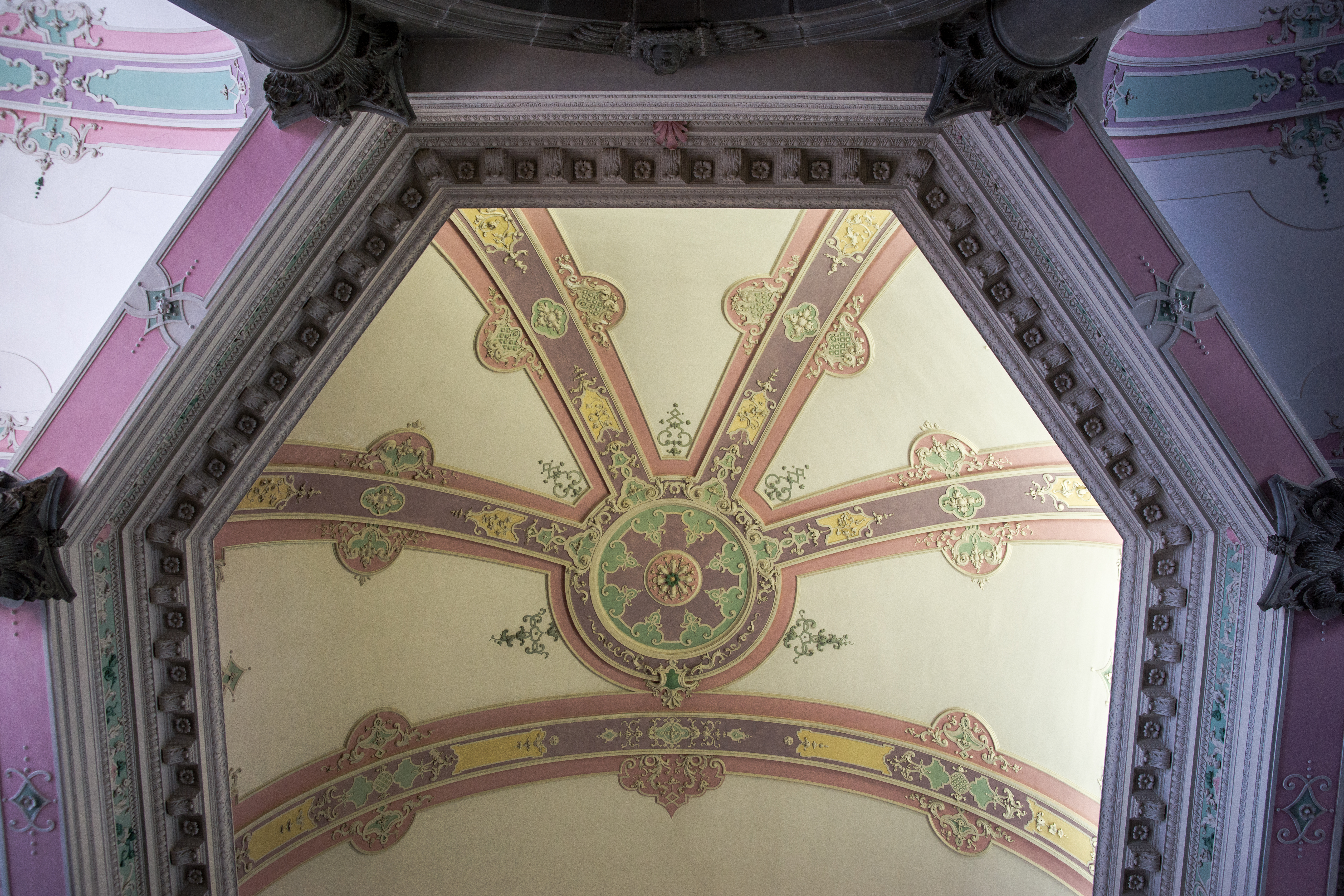
Tonnengewölbe im Chor.
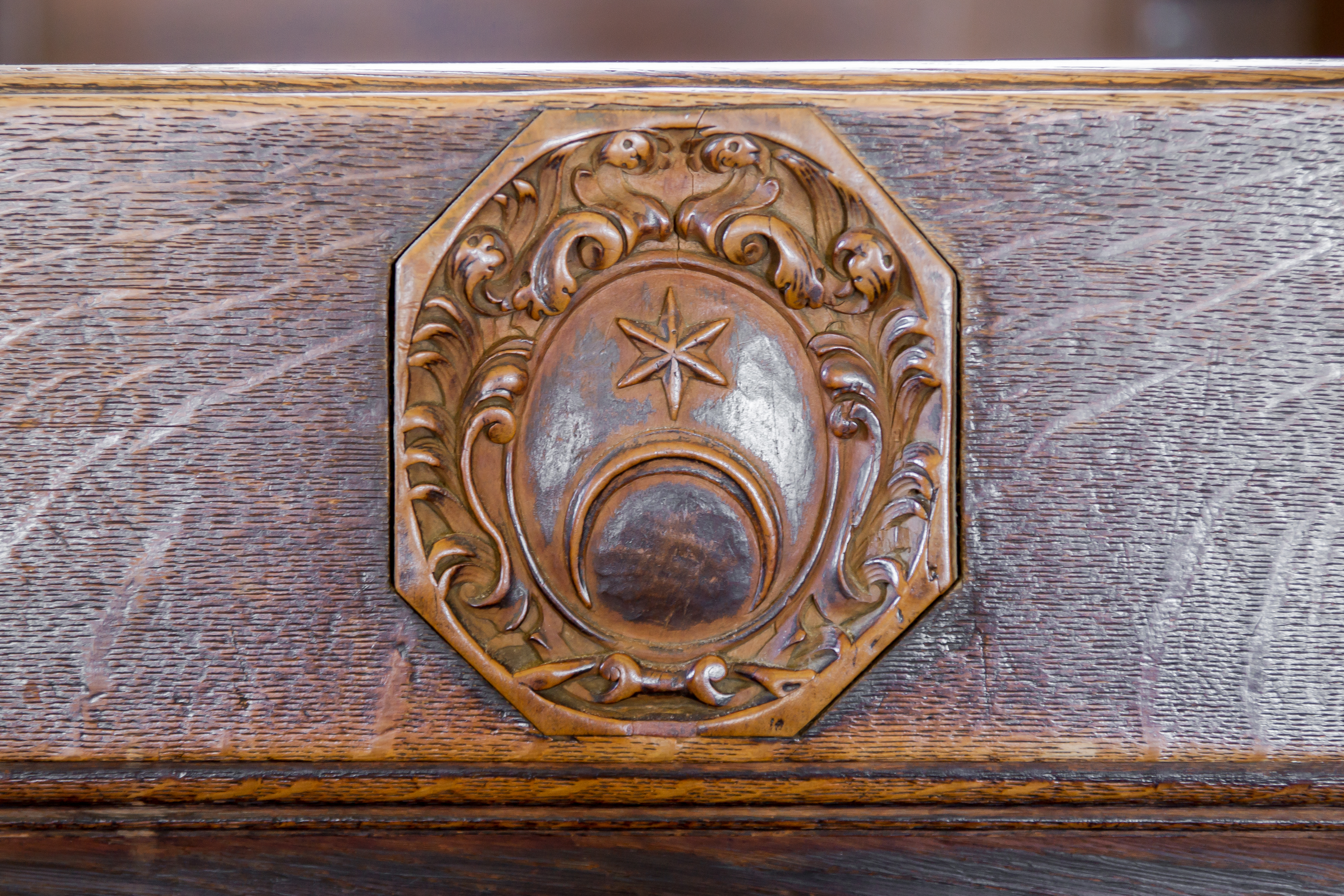
Kirchenortschild Jenner.
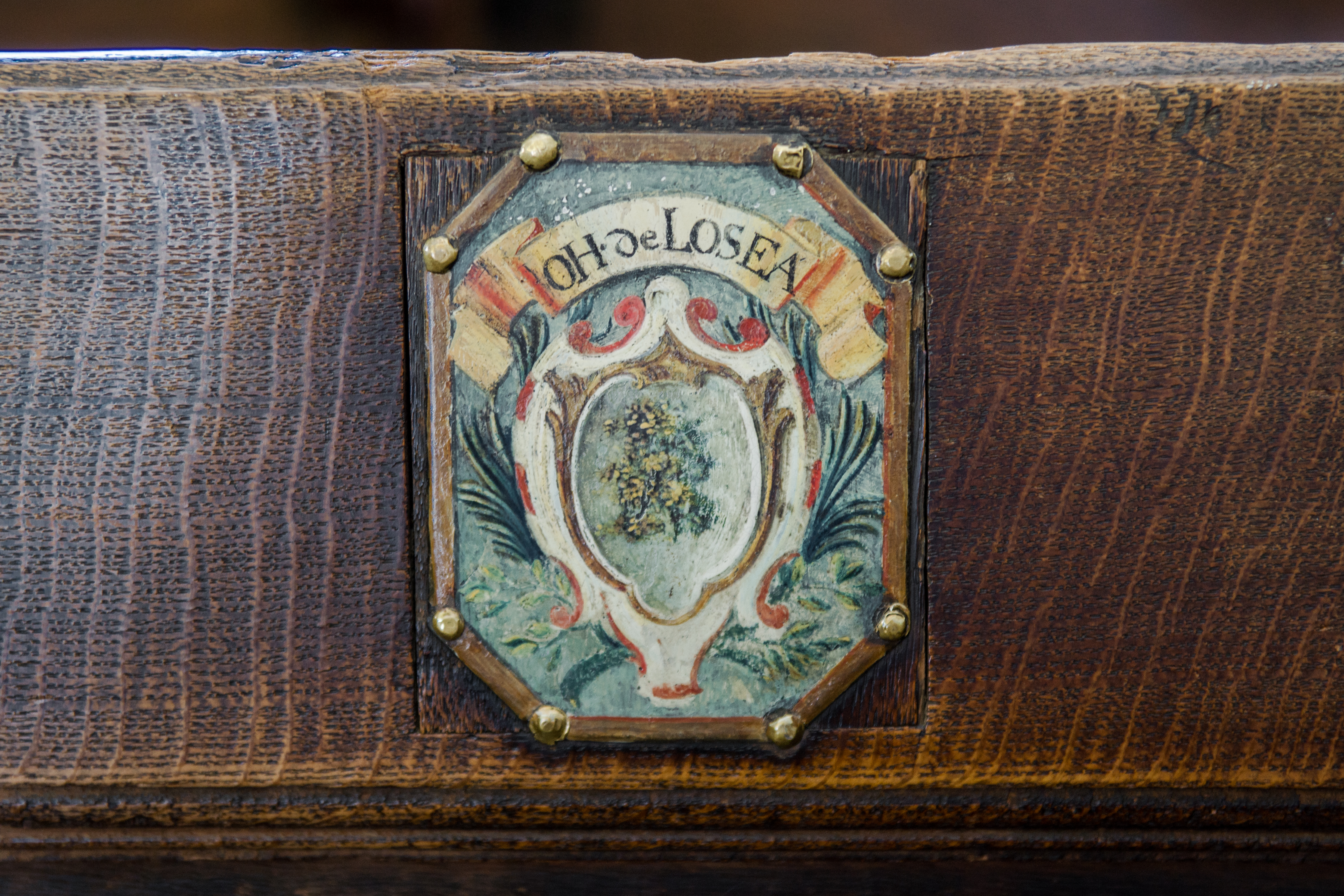
Kirchenortschild Delosea.
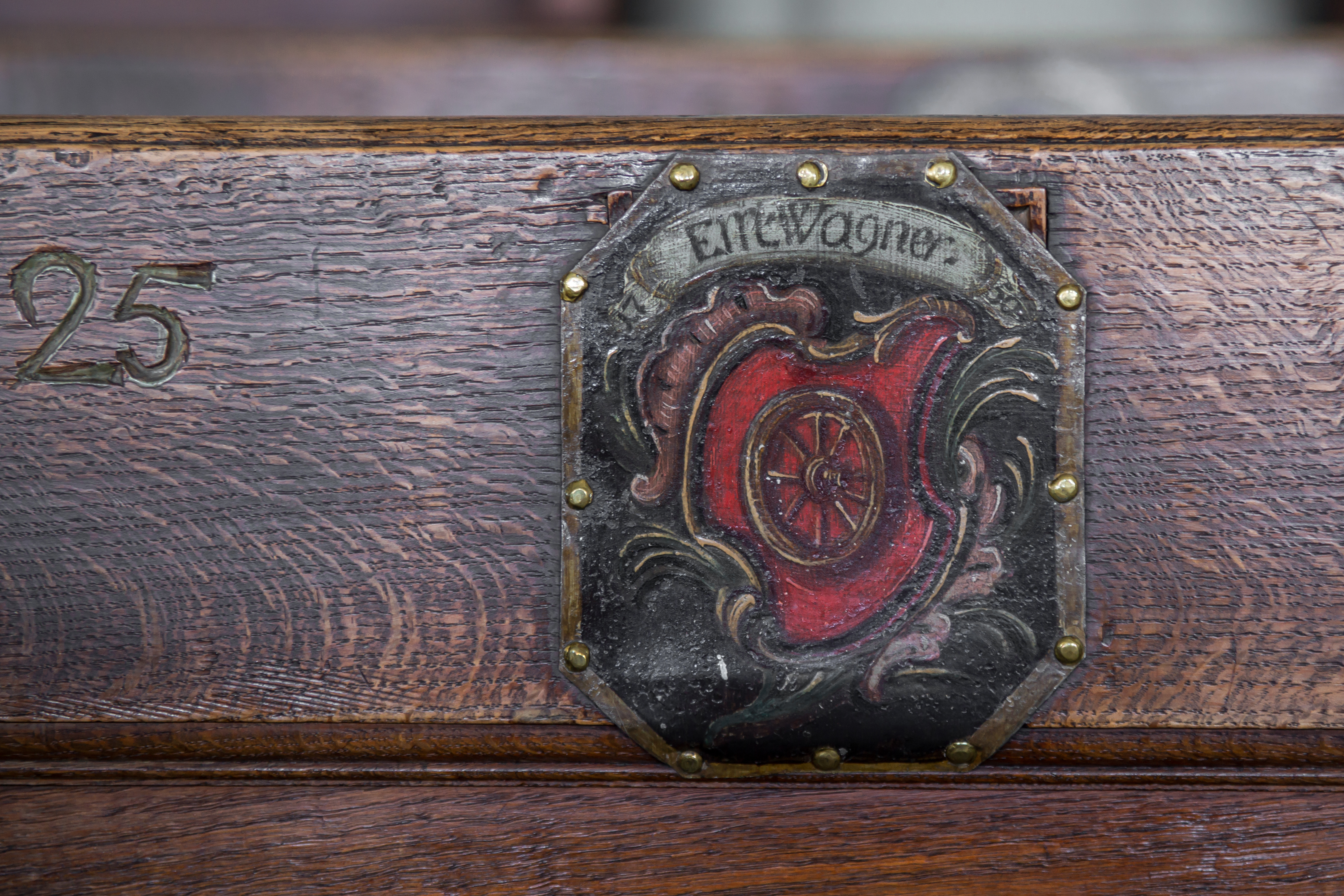
Kirchenortschild Wagner.

### Orgel

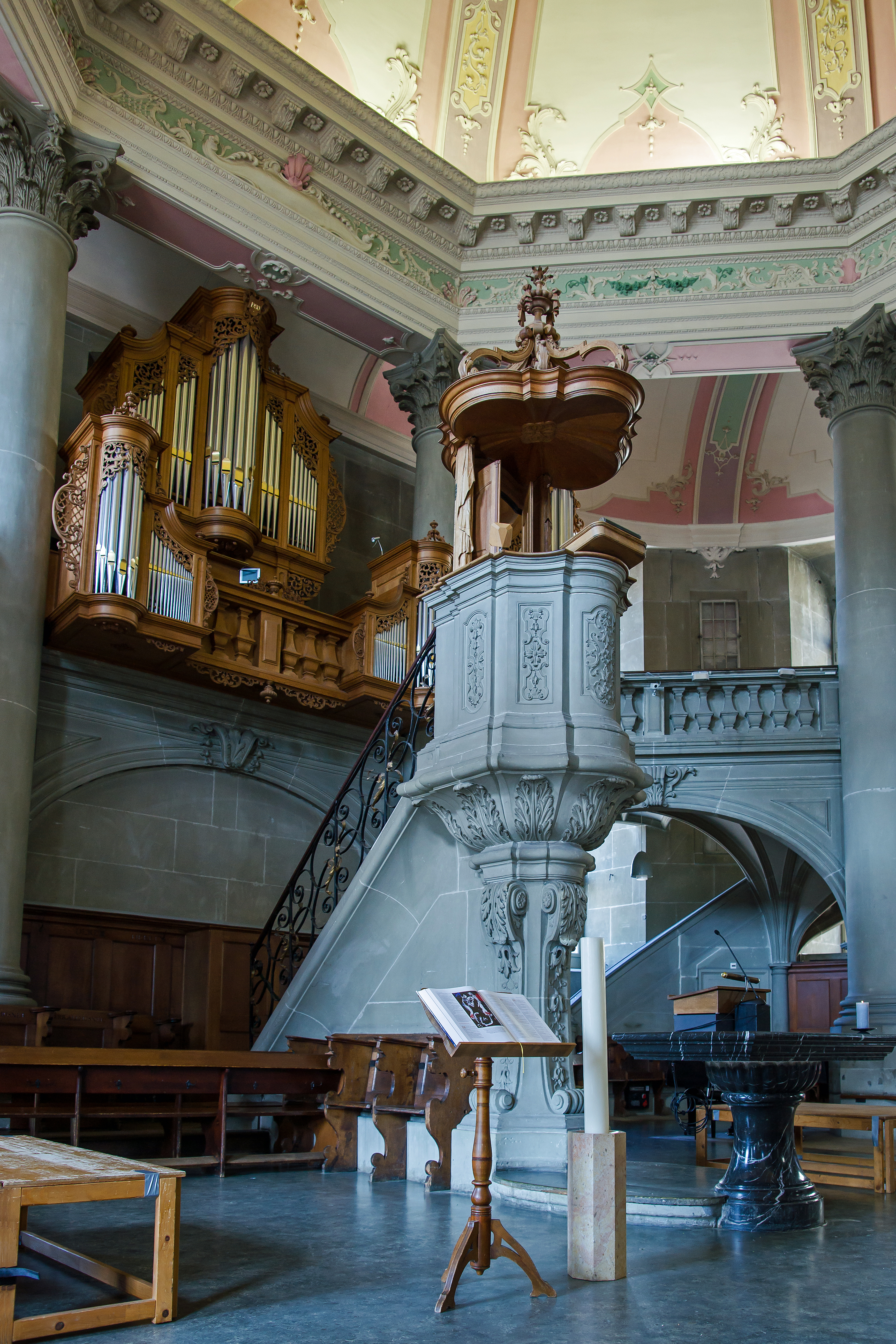
Kanzel und Orgelprospekt mit Rückpositiv

Auf der nordseitigen Empore wurde 1806 eine erste Orgel eingebaut. Die heutige Orgel wurde 1980–1981 von dem Orgelbauer Metzler unter Leitung von Bernhardt Edskes, (Wohlen) erbaut. Das Instrument ist im barocken norddeutschen Stil disponiert. 2004 wurden zwei Register ersetzt. Die Orgel hat 30 Register (1935 Pfeifen) auf zwei Manualen und Pedal. Die Spiel- und Registertraktur ist mechanisch.
| I Hauptwerk C–g3 |                  |       |
| 1.               | Quintadena       | 16′   |
| 2.               | Principal        | 8′    |
| 3.               | Hohlflöte        | 8′    |
| 4.               | Octav            | 4′    |
| 5.               | Spitzflöte       | 4′    |
| 6.               | Nasard           | 2 ⁄3′ |
| 7.               | Octav            | 2′    |
| 8.               | Mixtur III       | 1 ⁄3′ |
| 9.               | Cornett 5f ab a° | 8′    |
| 10.              | Trompete         | 8′    |
| 11.              | Vox humana       | 8′    |

| II Rückpositiv C–g3 |                 |       |
| 12.                 | Gedackt         | 8′    |
| 13.                 | Principal       | 4′    |
| 14.                 | Rohrflöte       | 4′    |
| 15.                 | Octav           | 2′    |
| 16.                 | Waldflöte       | 2′    |
| 17.                 | Larigot         | 1 ⁄3′ |
| 18.                 | Scharf III      | 1′    |
| 19.                 | Sesquialtera II |       |
| 20.                 | Dulcian         | 8′    |
|                     | Tremulant       |       |

| Pedalwerk C–f1 |           |        |
| 21.            | Subbass   | 16′    |
| 22.            | Octavbass | 8′     |
| 23.            | Bourdon   | 8′     |
| 24.            | Quinte    | 5 1⁄3′ |
| 25.            | Octav     | 4′     |
| 26.            | Nachthorn | 2′     |
| 27.            | Mixtur V  | 2′     |
| 28.            | Posaune   | 16′    |
| 29.            | Trompete  | 8′     |
| 30.            | Trompete  | 4′     |

- Koppeln: II/I, I/P, II/P

### Geläut
Die kleine, 1596 gegossene Stundenglocke von den sechs Glocken wurde aus der Vorgängerkirche übernommen. Das moderne C-Dur-Geläute von 1860 stammt aus der Werkstatt H. Rüetschi in Aarau.

## Bekannte Theologen
- Ab 1693 bis 1698 wirkte hier der pietistische Theologe Samuel König als Oberspitalprediger.
- Von 1829 bis 1830 der Dichter Jeremias Gotthelf als Vikar.
- Von 1830 bis 1834 war Johann Ludwig Samuel Lutz Pfarrer.
- Bis 1847 war Eduard von Wattenwyl Vikar, bevor er wegen einer Gefängnisstrafe seine Vikariatsstelle verlor.
- Von 1834 bis 1848 war Samuel Gottlieb Hünerwadel Pfarrer.